# Walter Bucher
Walter Bucher, född den 8 juni 1926 i Zürich, död 6 mars 2025, var en schweizisk bancyklist. Som amatör ingick han i det schweiziska lag som blev utslaget i kvartsfinalen i lagförföljelselopp (mot slutsegrarna Frankrike) vid OS i London 1948. Efter detta blev Bucher profesionell och hade som sådan framgångar i stayerlopp (världsmästare 1958, tre VM-silver och ett VM-brons) och sexdagarslopp (elva segrar, varav nio tillsammans med Jean Roth). Han ställde även upp i några, främst schweiziska, landsvägslopp och nämnvärd är hans seger i Tour des Quatre-Cantons 1955.

## Meriter – bana
| 1955 2:a i stayer 1956 3:a i stayer 1957 2:a i stayer 1958 Världsmästare i stayer 1959 2:a i stayer 1954/1955 2:a i madison med Jean Roth 1957/1958 3:a i stayer Schweizisk mästare i stayer: 1955, 1957, 1958, 1959, 1960 Schweizisk mästare i madison med Oscar Plattner: 1958, 1959 | Nedan listas Buchers segrar i sexdagarslopp: 1951/1952 Gents sexdagars (med Armin von Büren) 1952/1953 Münsters sexdagars (med Jean Roth) 1953/1954 Berlins sexdagars (med Jean Roth) Münchens sexdagars (med Jean Roth) Münsters sexdagars (med Jean Roth) 1954/1955 Frankfurts sexdagars (med Jean Roth) Zürichs sexdagars (med Jean Roth) 1955/1956 Paris sexdagars (med Oscar Plattner och Jean Roth) Århus sexdagars (med Jean Roth) 1956/1957 Berlins sexdagars (med Jean Roth) 1959/1960 Zürichs sexdagars (med Reginald Arnold) |